# Argentino de Banfield
Argentino de Banfield was een Argentijnse voetbalclub uit Banfield.
De club werd op 1 november 1915 opgericht. De club speelde van 1923 tot 1926 in de hoogste klasse. Na één jaar in de tweede klasse promoveerde de club terug. De club was geen hoogvlieger en in 1932 fuseerde de club met CA Temperley en werd zo Argentino de Temperley, maar na twee seizoenen nam die club terug de naam CA Temperley aan. 